# Christos Yannaras

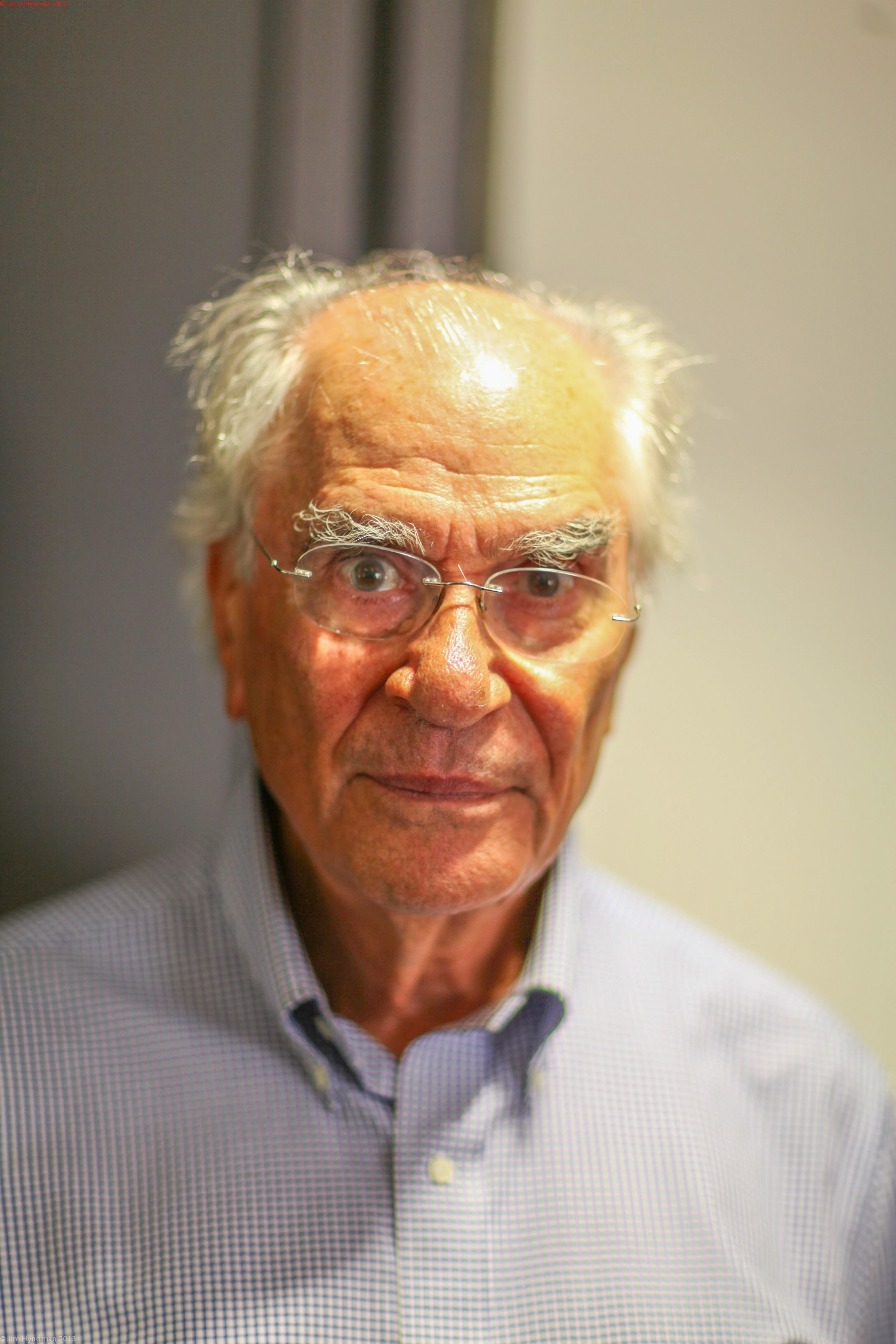
Christos Yannaras (2013)

Christos Yannaras (griechisch Χρήστος Γιανναράς Christos Giannaras, * 10. April 1935 in Athen; † 24. August 2024 in Kythira) war ein griechischer Philosoph und Autor von mehr als 50 Büchern, von denen viele in 12 Sprachen übersetzt wurden.

## Leben
Yannaras studierte Theologie an der Universität Athen sowie Philosophie an der Rheinischen Friedrich-Wilhelms-Universität Bonn und an der Universität von Paris. Er war Doktor der Theologischen Fakultät der Aristoteles-Universität Thessaloniki und der Faculté des Lettres et Sciences Humaines der Sorbonne (Paris) im Bereich Philosophie sowie Ehrendoktor der Philosophie an der Universität Belgrad.
Gastprofessuren führten ihn an die Universitäten von Paris, Genf, Lausanne und Kreta. Von 1982 bis 2002 war er Professor der Philosophie an der Panteion Universität in Athen und gewähltes Mitglied der Gesellschaft der griechischen Autoren.
Der Schwerpunkt von Yannaras’ Werk lag in der systematischen Erforschung der Unterschiede zwischen der griechischen und der westeuropäischen Philosophie und Tradition, Unterschiede, die sich nicht nur auf die Theorie beschränken, sondern auch die Praxis des Lebens definieren.

## Schriften
- Person und Eros. Vandenhoeck und Ruprecht, Göttingen 1982. Englische Übersetzung: Person and Eros. H.C. Press, Brookline (MA) 2008, ISBN 978-1-885652-88-1.
- Against Religion: The Alienation of the Ecclesial Event. H.C. Press, Brookline (MA) 2013.
- The Enigma of Evil. H.C. Press, Brookline (MA) 2012.
- Relational Ontology. H.C. Press, Brookline (MA) 2011.
- The Meaning of Reality: Essays on Existence and Communion, Eros and History. Sebastian Press, Los Angeles 2011.
- Orthodoxy and the West. H.C. Press, Brookline (MA) 2006, ISBN 1-885652-81-X.
- Variations on the Song of Songs. H.C. Press, Brookline (MA) 2005, ISBN 1-885652-82-8.
- Postmodern Metaphysics. H.C. Press, Brookline (MA) 2004, ISBN 1-885652-80-1, Inhaltsverzeichnis online.
- On the Absence and Unknowability of God: Heidegger and the Areopagite. Continuum, London 2005, ISBN 0-567-08806-5.
- Elements of Faith. T&T Clark, Edinburgh 1991, ISBN 0-567-29190-1.
- The Freedom of Morality. SVP, New York 1984, ISBN 0-88141-028-4.